# Pištec žlutoboký
Pištec žlutoboký (Hylocitrea bonensis) je zpěvný pták, jenž endemitně žije na ostrově Sulawesi. Jde o jediného zástupce čeledi Hylocitreidae.

## Systematika
Za popisnou autoritu pištce žlutobokého jsou pokládáni A. B. Meyer a Wiglesworth (1894), přičemž původním vědeckým jménem se pták nazýval Pachycephala bonensis. Samostatný rod Hylocitrea popsal ornitolog Gregory Mathews roku 1925. Rod Hylocitrea přírodovědci dlouhodobě řadili do čeledi pištcovitých (Pachycephalidae), jež však před nástupem molekulární fylogenetiky představovala nepřirozený, polyfyletický taxon. Alternativní systémy tento rod klasifikovaly v čeledi lejskovitých (Muscicapidae) či krkavcovitých (Corvidae). Genetická studie z roku 2008 (Spellman & kol.) nicméně odhalila, že se tento rod odvětvuje v rámci nadčeledi passeridních zpěvných Bombycilloidea, samostatná čeleď Hylocitreidae se pak dočkala formálního vědeckého popisu roku 2015. Pištec žlutoboký může představovat nejbližšího příbuzného hedvábníka šedého (Hypocolius ampelinus), s nímž v některých systémech spoluutváří čeleď Hypocoliidae.
Pištec žlutoboký se může dělit do dvou poddruhů:
- H. b. bonensis (A. B. Meyer & Wiglesworth, 1894)
- H. b. bonthaina (A. B. Meyer & Wiglesworth, 1896)

## Popis
Pištec žlutoboký dosahuje velikosti 14 až 15 cm. Vyznačuje se zaoblenými křídly, hranatým ocasem a relativně krátkými končetinami. Hlava je středně velká, s rovným zobákem, jenž je na základně ztluštělý a na konci mírně zahnutý. Hlava má v případě samce převážně zeleně olivové odstíny, s tmavším temenem a světlejším příuším a nadočním proužkem. Zbarvení svrchních partií je hnědavě břidlicové, od střední části hřbetu přechází do žlutoolivové. Spodní partie jsou světlejší než partie svrchní, boky jsou jasně žlutoolivové. Ve zbarvení se objevuje mírný pohlavní dimorfismus, samice mají žlutoolivové temeno a hrdlo v barvě skořicově hnědé s proužky spíše než olivové. Opeřením se od nominátního poddruhu mírně liší i forma bonthaina. Duhovka je červená nebo tmavě hnědá, zobák černý a končetiny temně šedé.

## Ekologie
Pištec žlutoboký žije endemitně na ostrově Sulawesi v jihovýchodní Asii, přičemž pro poddruh bonthaina se uvádí výhradní areál výskytu na hoře Lompobattang. O chování tohoto druhu je známo jenom minimální množství informací. Žije v horských lesích, především v nadmořských výškách nad 2000 m, a živí se bobulemi a hmyzem. Hnízdní chování zůstává obestřeno tajemstvím (k roku 2015).

## Ohrožení
Mezinárodní svaz ochrany přírody (IUCN) hodnotí pištce žlutobokého ve svém vyhodnocení stavu ohrožení z roku 2016 jako málo dotčený druh. Celková velikost populace nebyla kvantifikována, populační trend však IUCN považuje za stabilní.